# Silly-en-Gouffern
Silly-en-Gouffern település Franciaországban, Orne megyében. Lakosainak száma 398 fő (2018. január 1.). Silly-en-Gouffern Villedieu-lès-Bailleul, Aunou-le-Faucon, Urou-et-Crennes, Almenêches, Aubry-en-Exmes, Bailleul, Le Bourg-Saint-Léonard, La Cochère, Occagnes, Le Pin-au-Haras, Sai, Sévigny és Tournai-sur-Dive községekkel határos.

## Népesség
A település népessége az elmúlt években az alábbi módon változott:
| Lakosok száma | 399  | 392  | 3820 | 379  | 398  |
|               | 2013 | 2015 | 2016 | 2017 | 2018 |